# Casio Cassiopeia

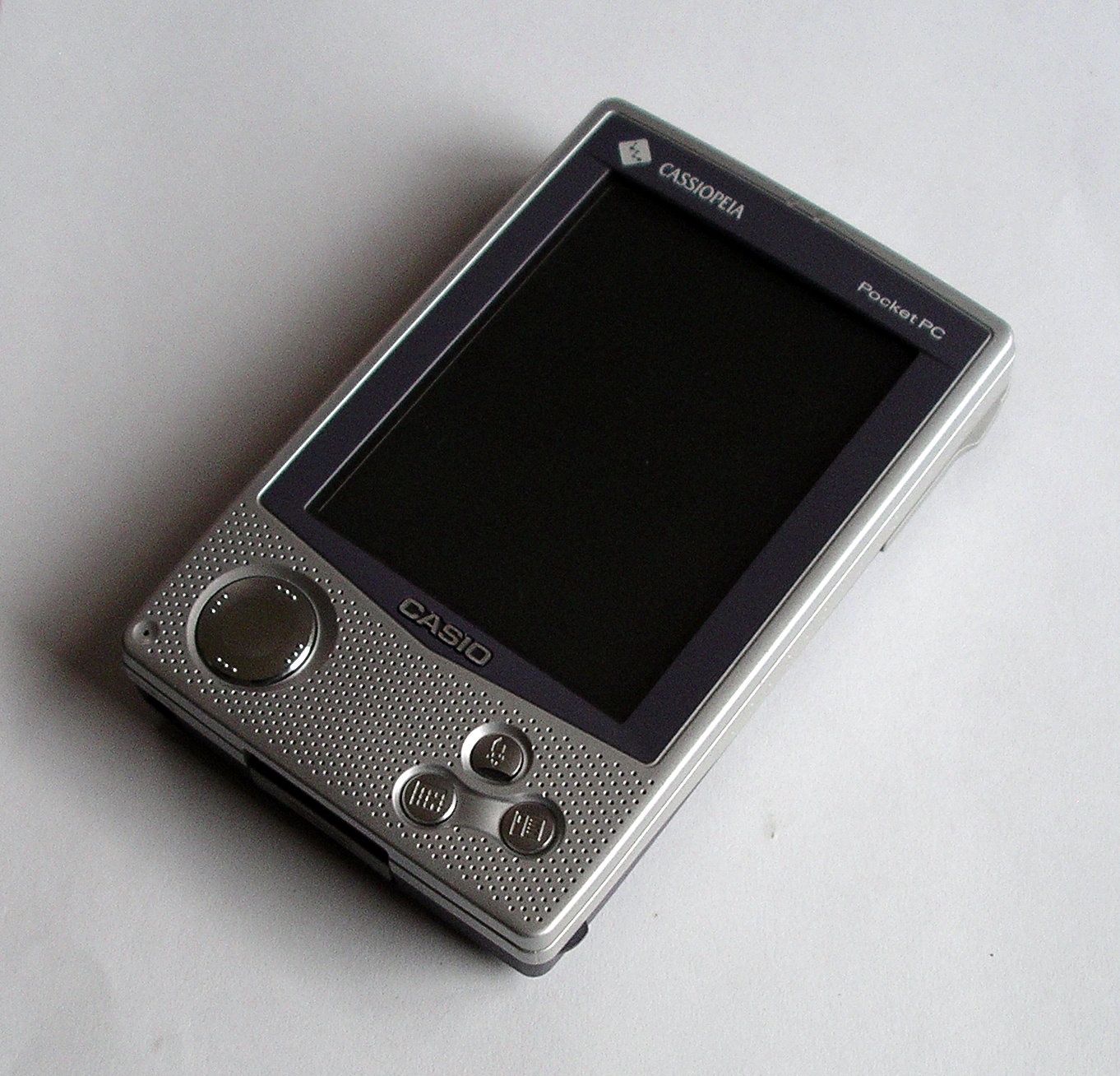
Cassiopeia E-125.

Casio Cassiopeia é uma série de personal digital assistants (PDAs) produzidos pela Casio entre 1996 e 2002, a série foi um dos primeiros PDAs produzidos, os aparelhos rodam especialmente o sistema operacional Microsoft Windows.
Os modelos iniciais iniciados com A como o A-10, A-20, A-50 e A-60 possuem formato semelhante a um laptop com tela monocromática LCD, sistema operacional Windows CE e foram produzidos entre 1996 e 1999. Os modelos iniciados em E como o E-10, E-55, E-100 e E-500, sistema operacional Windows CE, foram produzidos entre 1998 e 1999 possuiam uma tela LCD de toque semelhante a um Palm. Os modelos iniciados com MPC como MPC-101, MPC-205 e MPC-501 foram produzidos entre 1999 e 2002, voltaram a se assemelhar a laptops, rodavam sistemas Windows 98, Windows Me, Windows 2000, Windows XP, e alguns chegaram a vir com Midori Linux.